# Sam Stout
Samuel James Stout é um lutador de MMA Canadense, atualmente ele compete no Peso Leve do Ultimate Fighting Championship.

## Carreira no MMA
Stout fez sua estréia no UFC, no UFC 58: EUA vs. Canadá. Stout foi originalmente programado para enfrentar Kenny Florian, Florian teve que retirar-se da luta devido a uma lesão nas costas. O substituto de Florian foi Spencer Fisher. Stout e Fisher lutaram por três rounds cheios de ação e a luta acabou com Stout vencendo por Decisão Dividida. Embora a luta não tenha ido ao ar na transmissão pay-per-view, a luta foi, posteriormente, mostrada em um dos episódios do UFC Unleashed. A luta foi votado #16 no Top 100 de lutas do UFC.
Stout foi finalizado por Kenny Florian no The Ultimate Fighter 3 Finale em 24 de junho de 2006.
Após defender seu Título do TKO, Stout fez uma luta no main event do UFC Fight Night 10, ele foi derrotado em uma revanche contra Spencer Fisher por Decisão Unânime. Mais tarde, no UFC 80, ele derrotou Per Eklund, por Decisão Unânime. Stout perdeu por Decisão Dividida para Rich Clementi no UFC 83 em Montreal, Canadá.
No UFC 89, Stout foi derrotado por Terry Etim por Decisão Unânime. Combinando chutes precisos com suas rápidas mãos e um jab preciso, Etim controlou Stout durante a luta, só tendo que defender-se de explosões esporádicas e muitas vezes desesperadas do canadense.
A próxima luta de Stout foi contra Matt Wiman no UFC 97, e venceu por Decisão Unânime, após ferir Wiman com um soco brutal no fígado. A luta foi declarada Luta da Noite.
Stout foi programado para enfrentar contra Phillipe Nover no UFC Fight Night 19. Em 16 de setembro de 2009, no dia da luta, Nover teve uma convulsão. Como resultado, a luta foi cancelada. Stout venceu Joe Lauzon por Decisão Unânime em 02 de janeiro de 2010, no UFC 108. A luta ganhou o prêmio de Luta da Noite.
Stout foi então derrotado por Jeremy Stephens por Decisão Dividida no UFC 113, no Canadá. A luta ganhou o prêmio de Luta da Noite, o quinto de Stout, empatando-o com Tyson Griffin, o até então maior vencedor do prêmio de Luta da Noite na história do UFC.
Stout enfrentou em sua luta seguinte Paul Taylor em 23 de outubro de 2010, no UFC 121. Stout venceu a luta por Decisão Dividida.
Stout era esperado para enfrentar Paul Kelly em 05 de fevereiro de 2011, no UFC 126. No entanto, Stout foi forçado a se retirar da luta com uma lesão e substituído por Donald Cerrone.
Stout próxima enfrentou Yves Edwards em 11 de junho de 2011, no UFC 131. Stout venceu a luta por Nocaute no primeiro round, sua performance rendeu o prêmio de Nocaute da Noite. Esta também foi a primeira luta que Stout venceu antes de acabar os três rounds.
Stout era esperado para enfrentar Dennis Siver em 29 de outubro de 2011, no UFC 137. No entanto, foi anunciado em 29 de agosto de 2011 que Stout havia sido retirado da luta.
Stout enfrentou Thiago Tavares em 14 de janeiro de 2012, no UFC 142. Stout perdeu a luta por Decisão Unânime. 
Stout enfrentou Spencer Fisher pela terceira vez em 22 de junho de 2012 no UFC on FX: Maynard vs. Guida. Ele venceu a luta por Decisão Unânime. Ambos os participantes ganharam o prêmio de Luta da Noite. 
Stout enfrentou John Makdessi em 17 de novembro de 2012, no UFC 154. Depois de ser dominado por três rounds, Stout perdeu por Decisão Unânime. 
Stout enfrentou o ex-Strikeforce Caros Fodor em 23 de fevereiro de 2012, no UFC 157. Stout venceu por Decisão Unânime.
Stout era esperado para enfrentar Isaac Vallie-Flagg em 15 de junho de 2013, no UFC 161. Porém, uma lesão tirou Vallie-Flagg do evento e foi substituído por James Krause. Stout perdeu por Finalização.
Stout enfrentou Cody McKenzie em 14 de Dezembro de 2013 no UFC on Fox: Johnson vs. Benavidez II. Stout dominou a luta com vantagem na base da trocação e venceu por Decisão Unânime.
Stout enfrentou K.J. Noons em 16 de Abril de 2014 no UFC Fight Night: Bisping vs. Kennedy e perdeu por nocaute ainda no primeiro round. Essa foi a primeira derrota por nocaute na carreira de Stout.
Stout enfrentou inglês vencedor do TUF 9 Ross Pearson em 14 de Março de 2015 no UFC 185 e foi derrotado por nocaute no segundo round.
Stout lutou em 23 de Agosto de 2015 no UFC Fight Night: Holloway vs. Oliveira, contra Frankie Perez. Ele foi derrotado por nocaute técnico ainda no primeiro round.

## Campeonatos e Prêmios
- Ultimate Fighting Championship
  - Luta da Noite (seis vezes)
  - Nocaute da Noite (uma vez)

- TKO Major League
  - Campeão Peso Leve do TKO

## Cartel no MMA
| Cartel no MMA   |             |             |
| 33 lutas        | 20 vitórias | 12 derrotas |
| Por nocaute     | 9           | 3           |
| Por finalização | 1           | 3           |
| Por decisão     | 10          | 6           |
| Empates         | 1           | 1           |

| Res.    | Cartel  | Oponente           | Método                             | Evento                                 | Data       | Round | Tempo | Local                       | Notas                    |
| ------- | ------- | ------------------ | ---------------------------------- | -------------------------------------- | ---------- | ----- | ----- | --------------------------- | ------------------------ |
| Derrota | 20-12-1 | Frankie Perez      | Nocaute Técnico (socos)            | UFC Fight Night: Holloway vs. Oliveira | 23/08/2015 | 1     | 4:07  | Saskatoon, Saskatchewan     |                          |
| Derrota | 20-11-1 | Ross Pearson       | Nocaute (socos)                    | UFC 185: Pettis vs. dos Anjos          | 14/03/2015 | 2     | 1:33  | Dallas, Texas               |                          |
| Derrota | 20-10-1 | K.J. Noons         | Nocaute (socos)                    | UFC Fight Night: Bisping vs. Kennedy   | 16/04/2014 | 1     | 0:30  | Quebec City, Quebec         | Luta no Peso Meio Médio. |
| Vitória | 20-9-1  | Cody McKenzie      | Decisão (unânime)                  | UFC on Fox: Johnson vs. Benavidez II   | 14/12/2013 | 3     | 5:00  | Sacramento, California      |                          |
| Derrota | 19-9-1  | James Krause       | Finalização (guilhotina)           | UFC 161: Evans vs. Henderson           | 15/06/2013 | 3     | 4:47  | Winnipeg, Manitoba          | Luta da Noite            |
| Vitória | 19-8-1  | Caros Fodor        | Decisão (unânime)                  | UFC 157: Rousey vs. Carmouche          | 23/02/2013 | 3     | 5:00  | Anaheim, California         |                          |
| Derrota | 18–8–1  | John Makdessi      | Decisão (unânime)                  | UFC 154: St. Pierre vs. Condit         | 17/11/2012 | 3     | 5:00  | Montreal, Quebec            |                          |
| Vitória | 18–7–1  | Spencer Fisher     | Decisão (unânime)                  | UFC on FX: Maynard vs. Guida           | 22/06/2012 | 3     | 5:00  | Atlantic City, New Jersey   | Luta da Noite            |
| Derrota | 17–7–1  | Thiago Tavares     | Decisão (unânime)                  | UFC 142: Aldo vs. Mendes               | 14/01/2012 | 3     | 5:00  | Rio de Janeiro              |                          |
| Vitória | 17–6–1  | Yves Edwards       | Nocaute (soco)                     | UFC 131: Dos Santos vs. Carwin         | 11/06/2011 | 1     | 3:52  | Vancouver, British Columbia | Nocaute da Noite         |
| Vitória | 16–6–1  | Paul Taylor        | Decisão (dividida)                 | UFC 121: Lesnar vs. Velasquez          | 23/10/2010 | 3     | 5:00  | Anaheim, California         |                          |
| Derrota | 15–6–1  | Jeremy Stephens    | Decisão (dividida)                 | UFC 113: Machida vs. Shogun II         | 08/05/2010 | 3     | 5:00  | Montreal, Quebec            | Luta da Noite            |
| Vitória | 15–5–1  | Joe Lauzon         | Decisão (unânime)                  | UFC 108: Evans vs. Silva               | 02/01/2010 | 3     | 5:00  | Las Vegas, Nevada           | Luta da Noite            |
| Vitória | 14–5–1  | Matt Wiman         | Decisão (unânime)                  | UFC 97: Redemption                     | 18/04/2009 | 3     | 5:00  | Montreal, Quebec            | Luta da Noite            |
| Derrota | 13–5–1  | Terry Etim         | Decisão (unânime)                  | UFC 89: Bisping vs. Leben              | 18/10/2008 | 3     | 5:00  | Birmingham                  |                          |
| Derrota | 13–4–1  | Rich Clementi      | Decisão (dividida)                 | UFC 83: Serra vs. St. Pierre II        | 19/04/2008 | 3     | 5:00  | Montreal, Quebec            |                          |
| Vitória | 13–3–1  | Per Eklund         | Decisão (unânime)                  | UFC 80: Penn vs. Stevenson             | 19/01/2008 | 3     | 5:00  | Newcastle                   |                          |
| Vitória | 12–3–1  | Martin Grandmont   | Nocaute (socos)                    | TKO 30: Apocalypse                     | 28/09/2007 | 1     | 3:00  | Montreal, Quebec            |                          |
| Derrota | 11–3–1  | Spencer Fisher     | Decisão (unânime)                  | UFC Fight Night: Stout vs. Fisher      | 12/06/2007 | 3     | 5:00  | Hollywood, Florida          | Luta da Noite            |
| Vitória | 11–2–1  | Fabio Holanda      | Nocaute Técnico (inter. do córner) | TKO 28: Inevitable                     | 09/02/2007 | 2     | 5:00  | Montreal, Quebec            |                          |
| Vitória | 10–2–1  | Jay Estrada        | Finalização (chave de braço)       | TKO 27: Reincarnation                  | 29/09/2006 | 2     | 1:21  | Montreal, Quebec            |                          |
| Derrota | 9–2–1   | Kenny Florian      | Finalização (mata leão)            | The Ultimate Fighter 3 Finale          | 24/06/2006 | 1     | 1:46  | Las Vegas, Nevada           |                          |
| Vitória | 9–1–1   | Spencer Fisher     | Decisão (dividida)                 | UFC 58: EUA vs. Canadá                 | 04/03/2006 | 3     | 5:00  | Las Vegas, Nevada           | Estréia no UFC.          |
| Vitória | 8–1–1   | Donald Ouimet      | Nocaute (socos)                    | TKO 23: Extreme                        | 05/11/2005 | 1     | 4:43  | Victoriaville, Quebec       |                          |
| Vitória | 7–1–1   | Donald Ouimet      | Decisão (unânime)                  | TKO 21: Collision                      | 15/07/2005 | 3     | 5:00  | Montreal, Quebec            |                          |
| Vitória | 6–1–1   | Tyler Jackson      | Decisão (unânime)                  | TKO 20: Champion vs. Champion          | 02/04/2005 | 2     | 4:50  | Montreal, Quebec            |                          |
| Vitória | 5–1–1   | Joey Brown         | Nocaute Técnico (socos)            | TKO 19: Rage                           | 29/01/2005 | 1     | 2:45  | Montreal, Quebec            |                          |
| Vitória | 4–1–1   | Dave Goulet        | Nocaute (chute na cabeça)          | TKO 18: Impact                         | 26/11/2004 | 3     | 0:59  | Montreal, Quebec            |                          |
| Vitória | 3–1–1   | Steve Claveau      | Nocaute Técnico (cotoveladas)      | TKO 17: Revenge                        | 25/09/2004 | 1     | 3:07  | Victoriaville, Quebec       |                          |
| Vitória | 2–1–1   | Yves Jabouin       | Nocaute Técnico (soco)             | TKO 16: Infernal                       | 22/05/2004 | 1     | 4:15  | Quebec City, Quebec         |                          |
| Vitória | 1–1–1   | Stephane Laliberte | Nocaute Técnico (socos)            | TKO: FutureStars                       | 27/03/2004 | 1     | 4:12  | Victoriaville, Quebec       |                          |
| Empate  | 0-1–1   | Joey Clark         | Empate                             | ICC: Trials                            | 12/03/2004 | 2     | 5:00  | Minnesota                   |                          |
| Derrota | 0-1     | Jay Estrada        | Finalização (mata leão)            | Total Martial Arts Challenge           | 07/06/2003 | 1     | 2:14  | Cicero, Illinois            |                          |